# 田中さとみ
田中 さとみ（たなか さとみ、本名同じ、1964年12月2日 - ）は、福岡県福岡市出身の元アイドル歌手。当時の所属事務所：マナセプロダクション。

## 来歴
- 1981年に日本テレビの人気番組「スター誕生!」第37回決戦大会合格[2]。
- 福岡県の私立高校を卒業後、上京[4]。
- 1984年5月1日、ポリドールよりシングル『私の神様』[5]で歌手デビュー
- デビュー2ケ月ほどで引退[6]。

## 人物
デビュー当時のプロフィール
- 趣味 ピアノ、キャッチボール[4]
- 好きなもの スパゲッティ、キーウィ
- 好きな色 白
- 音楽では、オリビア・ニュートン・ジョン、松任谷由実、オフコースが好きと話していたことがある[7]。
- 気分転換は手紙を書くこと。母、兄や福岡の友人宛によく送っていたということで、多くて1日4通は書いていたという[3]。
- 歌手は子供の頃からの夢だったという[4]。芸能界での目標は、同郷の松田聖子と話していたことがある[4]。
- 兄がいる[4]。自身が12歳の時に父が亡くなり、その後はずっと兄が父親代わりだったという[3]。

## ディスコグラフィ

### シングル
| #                    | 発売日               | 面                   | タイトル             | 作詞                 | 作曲                 | 編曲                 | 規格品番             |
| ポリドール・レコード | ポリドール・レコード | ポリドール・レコード | ポリドール・レコード | ポリドール・レコード | ポリドール・レコード | ポリドール・レコード | ポリドール・レコード |
| -------------------- | -------------------- | -------------------- | -------------------- | -------------------- | -------------------- | -------------------- | -------------------- |
| 1                    | 1984年 5月1日        | 1                    | 私の神様             | 岡田冨美子           | 網倉一也             | 若草恵               | 7DX1295              |
| 1                    | 1984年 5月1日        | 2                    | 悲しきParty          | 島エリナ             | 小杉保夫             | 若草恵               | 7DX1295              |

## 出演

### テレビ番組
- モーニングサラダ （日本テレビ系 1984年1月～3月）[1]
  - 上記の期間中2月から3月にかけて、司会の西城秀樹が低髄液圧症候群で入院しており、その間一人で番組進行を務めていた[4]。

### ラジオ番組
- さとしとさとみのハッピーデート（MBSラジオ、平日26:40 - 27:00）[1][3]